# 間綴
間綴（Interfix）是詞綴的一種，為語言學或更專門用在音位學的術語。它是安置在2個語素之間的音素，但本身不具有語義上的意涵。

## 範例

### 德語
間綴 -s- 用在某些名詞之間構成合成詞，例如（工作）和（房間）結合成（工作室），而像（寢室）則單純把（睡眠）和接在一起。此間綴來自陽性中性屬格單數後綴 -s。德語有許多其他間綴，例如 -es、-(e)n-、-er-和-e-。並非所有的間綴都源自屬格。同樣地，德語間綴經常源自複數形式。實際上德語複數形式和連接形式彼此平行發展，巧合的是只有部分相似。

#### 规律
德语词使用间缀 -s- 主要规律在于：
1. 特定名词结尾，-heit, -keit, -ung, -gang, -tion | 附注：以上均是阴性结尾。| 例：Kindheitsgedächtnis, Krankheitsbild, Beschreibungstext, Anfangszeit, Stationszentrum
2. -t 结尾，如 Stadtsanmeldungsbüro。

（注意：以上词汇大多数是生造的，仅可做为对构词法的参考）

### 英語
若科技合成詞從非科技字根形成，有時會使用間綴 -o-，o 被視為是連接母音（speed-o-meter、mile-o-meter），類似於tacho-meter、odo-meter，該合成詞的前半部來自詞幹包含 o 的古希臘語名詞。

### 瑞典語
合成名詞會寫成一個字，間綴相當普遍。-s- 經常使用成為像是fabriksarbetare，由fabrik（工廠）和arbetare（工人）組成。其他間綴的例子如 -e-，連接familj和far（家庭和父親）成為familjefar；以及 -a-，viking和by（海盜和村莊）變成vikingaby。然而，像是在挪威，並非所有的合成詞都加入了間綴。例如stenålder，這個字由sten（石）和ålder（年齡）組成。